# Bonneville (Charente)
Bonneville foi uma comuna francesa na região administrativa da Nova Aquitânia, no departamento de Charente. Estendia-se por uma área de 10,08 km². Em 2010 a comuna tinha 156 habitantes (densidade: 15,5 hab./km²).
Em 1 de janeiro de 2019, passou a formar parte da nova comuna de Val-d'Auge.